# Myriad (tipografía)
Myriad es una tipografía humanista de tipo sans-serif diseñada por Robert Slimbach y Carol Twombly para Adobe Systems. La tipografía es ampliamente conocida por su uso como tipografía corporativa de Apple del 29 de abril de 2002 al 24 de enero de 2017. Es fácilmente distinguible de otras tipografías sans-serif debido a su particular descenso (cola) en la letra "y" y su característico corte en la "e". Puede catalogarse como una tipografía similar a Frutiger.[cita requerida]

## Descripción
En su versión Redonda (o Regular), la caja de la tipografía tiende a ser estrecha en comparación a su altura, provocando un efecto de estilización de la letra. El grueso de su trazo es constante y no tiene ningún tipo de ornamento.
Está hecha inicialmente usando la técnica Multiple Master de Adobe. A finales de los años 90, esta familia tipográfica se fue ampliando y se ofreció en formato OpenType en una versión actualizada llamada "Myriad Pro".
Actualmente es una familia tipográfica muy amplia con 40 tipografías y su juego de glifos es superior a 800 por tipografía, lo cual la convierte en una letra ideal para composiciones en múltiples idiomas. Las variaciones que ofrece además de la Redonda son "Condensed", "Semi Condensed" unas versiones de caja más estrecha, y "Semi Extended" una versión con caja ligeramente más amplia.

## Variaciones

Muestra del juego de caracteres de la tipografía Myriad.

Myriad, desde que fuera diseñada a principios de los años 90, ha contado con diversas reediciones y actualizaciones, ofreciendo juegos nuevos de glifos, pequeñas variaciones en el trazo o adaptaciones para nuevos medios, como por ejemplo, para su lectura en pantallas.

### Myriad (Tipo 1)
Esta familia tipográfica tipo PostScript 1 fue la primera en ser lanzada tras la Myriad MM original. Inicialmente se incluyó con cuatro tipografías en dos pesos, con sus variantes en cursiva correspondientes. La familia fue discontinuada en favor de sus actualizaciones a principios del año 2000. 

#### Myriad Condensed
Fue una versión condensada de la tipografía, es decir con glifos más estrechos, lanzada en el año 1998. Fue lanzada en tres pesos diferentes, con sus correspondientes variantes en cursiva.

#### Myriad Headline
Se lanzó también una versión "Headline", de un peso prácticamente idéntico a Myriad Bold, pero ligeramente más recto. 

### Myriad Web
Myriad Web es una versión de Myriad en formato TrueType, optimizada para su uso en pantalla. Incluye el juego de caracteres Adobe CE y Adobe Western 2. La familia está comprendida solo por cinco tipografías: Myriad Web Pro Bold, Myriad Web Pro Regular, Myriad Web Pro Condensed Italic, Myriad Web Pro Condensed y Myriad Web Pro Italic. 
Su principal diferencia con respecto a su homóloga es ser ligeramente más ancha, lo cual facilita cualitativamente su lectura en una pantalla o en un monitor. La familia se comercializa como parte del paquete tipográfico de Adobe Web Type Pro.

### Myriad Pro
Myriad Pro es una versión OpenType de la tipografía original Myriad. Se comercializó por primera vez en el año 2000, cuando Adobe decidió adoptar el estándar OpenType. Para los detalles de esta actualización Adobe encargó el trabajo a los diseñadores Christopher Slye y Fred Brady.
Comparándola con la original, esta familia tipográfica añade soporte para el juego de caracteres del alfabeto Latino extendido, Griego y Cirílico. Myriad Pro se lanzó inicialmente con treinta tipografías diferentes, a tres anchos diferentes y con cinco pesos por cada ancho, cada uno con sus respectivas ediciones en cursiva.

## Uso

Una versión especial de Myriad es la tipografía que utiliza Apple en toda su comunicación externa actual.

Desde el lanzamiento del eMac en 2002, Myriad es la tipografía corporativa de Apple Inc., remplazando a la utilizada hasta entonces, Apple Garamond. Actualmente se utiliza en toda la comunicación externa y de Marketing de la compañía así como en el logotipo de todos sus productos. Durante un tiempo, ciertas generaciones del iPod (Desde el iPod Photo hasta el iPod Nano de 3ª Generación) utilizaban también una variante de Myriad como tipografía principal de la interfaz de usuario, sin embargo, los iPod actuales, en concordancia con el iPhone, utilizan Helvética Neue como letra principal. 
Adobe utiliza como tipografía corporativa en toda su comunicación y en los iconos de todo su software Adobe Clean, la cual se trata de una tipografía ideada por Adobe y de uso restringido y privado para su uso solamente en elementos de la empresa. Esta tipografía es una adaptación de la propia Adobe Myriad, con retoques y elementos personalizados para la compañía.
Muchas compañías multinacionales utilizan o han utilizado Myriad como su letra corporativa, como por ejemplo Rolls-Royce o LinkedIn.
El Metro de Hong Kong, MTR, usa Myriad como su tipografía identitaria, aplicándola a toda la señalética de las estaciones, así como en cualquier tipo de comunicación externa. 
Myriad Black is una de las dos fuentes oficiales de la University of Virginia y la Loyola University Chicago.
Myriad es además una de las dos fuentes corporativas de la University of Cambridge.
A variety of fonts from the Myriad family are used on most CT Transit schedules.
La tipografía institucional del Gobierno del Estado de Tabasco para todas sus dependencias es Myriad Pro.

## Reconocimientos
Myriad Pro ganó bukva:raz! en 2001 bajo la categoría de the Griego y Cirílico.
Myriad Pro Greek ganó en 2000 el TDC2 (Type Design Competition 2000 de Type Directors Club) en la categoría de tipos para uso en pantalla.